# Tratado de Ganghwa

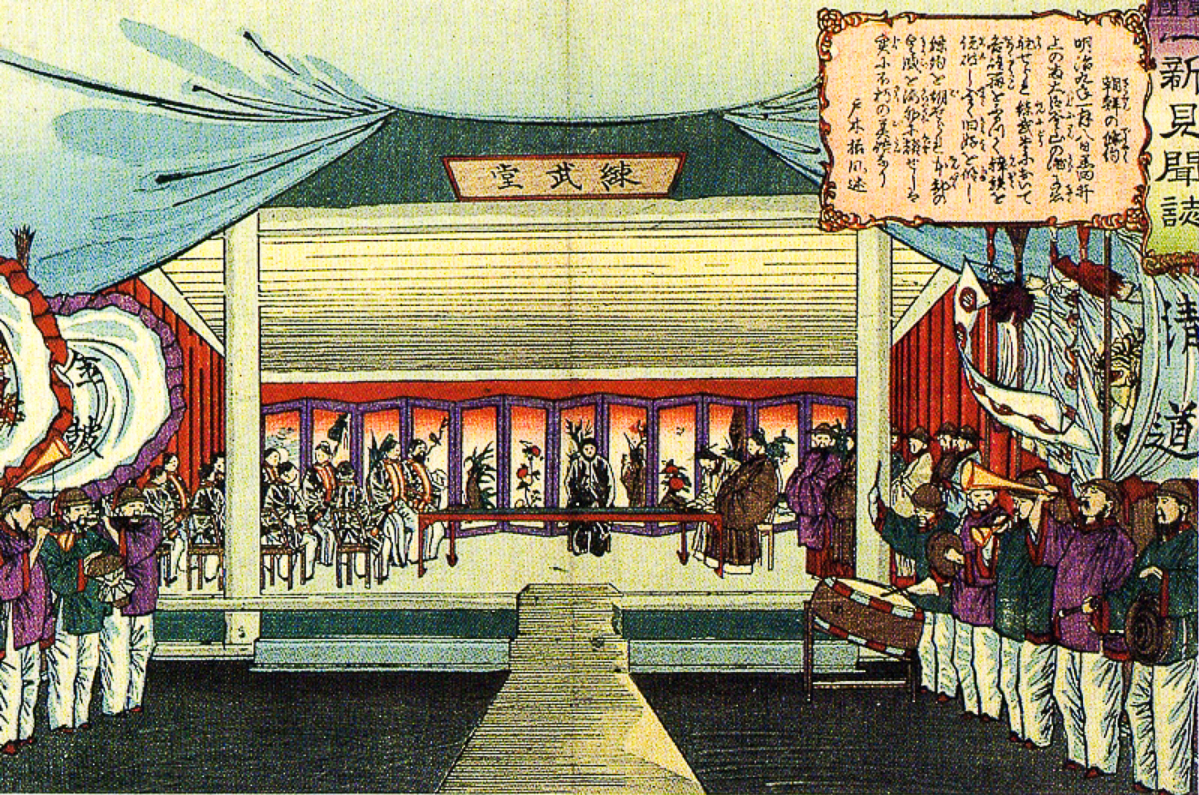
Japón y Corea firmando el tratado.

El Tratado de Ganghwa (日朝修好条規 en japonés) (강화도 조약 en coreano) fue un tratado político entre Japón y Corea firmado el 26 de febrero de 1876, nombrado así por la isla Ganghwa, en cuyas costas ocurrió el incidente naval entre los dos países que forzó el tratado. La estrategia japonesa con el incidente y el tratado era conseguir penetrar en el mercado coreano y alejar esta zona de la influencia de la dinastía Qing china. En 1876, Japón impuso por la fuerza el tratado a la dinastía Joseon de Corea, con el cual Corea abría su mercado a Japón en condiciones muy favorables para los japoneses. Por dicho tratado, Corea dejaba de estar en la esfera China como tributario y abría tres puertos a los japoneses. Además, los japoneses en Corea se regirían por la ley japonesa y no por la coreana. El tratado era similar a los que las potencias imperialistas occidentales impusieron en la misma época a varios países asiáticos.

## Antecedentes
El rey Gojong ascendió al trono con la edad de doce años e, incapaz de reinar, lo hizo su padre en su nombre con el título de Daewongun.
El reinado de Gojong se caracterizó por el refuerzo de la monarquía y de la clase más alta del país: la de los yangban. Antes del siglo XIX, la política comercial e internacional de Corea se limitaba a relaciones diplomáticas mediante tratados con China y Japón. Corea mantuvo esta situación de aislamiento relativo hasta mediados del siglo XIX, por lo que en el extranjero se la conocía como «el reino ermitaño», por su falta de relaciones con el exterior. Esta política de aislamiento y separación de Corea del resto del mundo se debía a que el Daewongun quería evitar y eliminar cualquier influencia extranjera de la nación, y temía que el país se viese arrastrado a participar en conflictos a gran escala como le había sucedido a China con las dos guerras del Opio.
Pese a ello, hubo numerosos intentos de Occidente y Japón por establecer relaciones con Corea y firmar acuerdos y tratados para comerciar. Muchos barcos llegaron a la zona a principios del siglo XIX con la intención de firmar acuerdos y se dieron algunos incidentes como el del buque británico The Lord Amherst, que apareció ante la costa de la provincia de Hwanghae con la intención de firmar un tratado y fue rechazado inmediatamente. Tres barcos de guerra franceses alcanzaron la costa de la provincia de Chungcheong en 1846 y protestaron por la persecución de los católicos en Corea. Los Estados Unidos despacharon una expedición a Corea en 1871. No obstante, Corea siguió manteniendo su actitud de aislacionismo, negándose a negociar la apertura del país. Con Japón siempre existió comercio, pero, durante el Período Edo, la aduana sita cerca de Pusan no permitía el paso de japoneses, que solamente podían residir en esta ciudad. Más tarde, durante la Restauración Meiji a finales del año 1868, un miembro del So daimio informó a las autoridades de la formación de un nuevo Gobierno japonés y solicitó la admisión de un enviado japonés que portaba una carta en la que se comunicaba la intención nipona de establecer una misión diplomática. Esta propuesta fue denegada debido a la influencia sinocéntrica predominante en Corea, que hacía de China el centro de las relaciones interestatales.

## Incidente de Ganghwa
Japón estaba decidido a imponer relaciones diplomáticas a Corea al estilo de Occidente; en consecuencia, envió al país el buque de guerra Un’yo en 1876, que ancló en la isla de Kanghwa sin permiso del Gobierno coreano. El capitán nipón despachó un bote para solicitar agua y provisiones. En ese momento, la batería costera bombardeó el buque Un’yo debido a que no tenía permiso a estar en esa zona. El buque japonés respondió al punto a la agresión y cañoneó severamente las fortificaciones coreanas. Se desató una batalla en la que los japoneses dispararon a soldados y civiles de la isla y quemaron algunas viviendas.
La noticia llegó al Gobierno japonés al cabo de ocho días; decidió expedir buques de guerra a Pusan para proteger a las personas que residían en esa zona. Los coreanos, impresionados ante un ataque tan sorprendente, culparon al Reino Unido y Francia por los bombardeos.
Este conflicto obligó a Corea a firmar el Tratado de Kanghwa, en virtud del cual la dinastía Joseon aceptó abrir tres puertos al comercio con Japón. El acuerdo fue perjudicial para Corea y su único beneficiario, el Imperio japonés.

## Dominación Japonesa
La principal idea en Japón al obligar a Corea a firmar el Tratado de Kanghwa fue conseguir, después de numerosos intentos fallidos, adentrarse en el mercado coreano y hacer que el país se apartase de la influencia de la dinastía Qing china en la que se encontraba; esta limitaba las relaciones diplomáticas coreanas a China. El tratado impuesto por Japón eliminaba la relación tributaria de Corea hacia China  y hacía del país un estado independiente, al tiempo que otorgaba a los nipones acceso comercial a tres puertos. El documento también otorgó a Japón muchos derechos que fueron considerados por el pueblo coreano una ofensa a la dignidad nacional; eran concesiones similares a los que los occidentales habían obtenido de Japón cuando este permitió el comercio internacional en el Tratado de Kanagawa. Por otro lado, el Imperio japonés impuso a la dinastía Joseon la implantación de la ley japonesa y el arrumbamiento completo de la coreana.
Japón, mediante una diplomacia de cañoneras, coaccionó a Corea para que rubricase este tratado desigual. La anterior negativa coreana a establecer relaciones tanto con Japón como con Occidente pese a los abundantes intentos suscitó irá en Japón y precipitó el incidente de Kanghwa, ya que los intentos nipones por establecer relaciones pacíficas habían resultado vanos; en consecuencia, el imperio optó por imponerse por la fuerza. En este tratado vemos una gran similitud a los tratados que las potencias occidentales imperialistas exigieron a numerosos países asiáticos en la misma época lo cual nos adentra a la idea de que Japón usa este tratado para mostrar su fuerza armamentística y su gran poder e influencia ante la mira Occidental, dejando claro que su fuerza se iguala a la fuerza de los Imperios Occidentales y que el Imperio Japonés ya avanza a ser un imperio rodeado por la modernización intentando mostrarse como igual de poderoso que occidente. Este pacto que se crea en Corea y Japón se muestra incluso más agresivo al pacto que surgió en el Tratado de Kanagawa donde, en 1853, Mathew Perry, mediante una diplomacia de cañoneras, obliga a Japón firmar abriendo el país en su totalidad y acabando con el ‘sakoku’ instaurado.
Con lo cual, mediante este tratado, vemos cómo Japón se adentra a convertirse en un Imperio occidentalizado influenciado por los Imperios Occidentales y su manera de conseguir beneficios de otros países del mundo.
Por otra parte, desde el punto de vista japonés, vemos que su perspectiva dentro del Tratado de Kanghwa es muy bueno, ya que han conseguido cambiar y establecer nuevas relaciones con Corea. La idea principal de Japón era hacer de Corea un estado independiente mostrándose como un igual a Japón, acordando tratarse entre ellos mediante la ‘ley de las naciones.
Este afán de occidentalización por parte de Japón también será el motivo aparente por el cual el Imperio de Japón conquistará Corea en 1910, sometiendo nuevamente al país coreano a años de desigualdad y beneficio por parte del bando japonés.

## Consecuencias
La extensión de la influencia nipona empeoró las relaciones con China, que seguía viendo a Corea como un estado tributario, mientras que Japón lo consideraba un estado independiente tras la firma del tratado. Más tarde, China recomendó a la Corea Joseon rescindir los tratados con Estados Unidos de 1882, lo que para China era una manera de preservar la sumisión coreana. Lo que más preocupó a Japón fueron las actividades de los chinos contra el débil crecimiento de las fuerzas que respaldaban la reforma «progresista» en Corea, que originaron la rivalidad entre Japón y China en Corea.